# Paramicroplus vittatus
Paramicroplus vittatus är en skalbaggsart som beskrevs av Hermann Burmeister 1844. Paramicroplus vittatus ingår i släktet Paramicroplus och familjen Melolonthidae. Inga underarter finns listade i Catalogue of Life.